# Ena Kadic
Ena Kadic, née le 6 octobre 1989 à  Bihać (Bosnie-Herzégovine) et morte le 19 octobre 2015 à Innsbruck, est Miss Autriche 2013.

## Biographie
Elle est élue Miss Autriche le 23 juin 2013 et a représenté l'Autriche au concours Miss Monde 2013.
Elle meurt le 19 octobre 2015 des suites de blessures dues à une chute d'une dizaine de mètres en montagne alors qu'elle faisait un jogging. Un an après, l'enquête a conclu à un suicide apparent.